# Guadalupe FC
Guadalupe FC ist ein Fußballverein aus Goicoechea, Provinz San José, Costa Rica, welcher in der höchsten costa-ricanischen Spielklasse, der Liga de Fútbol de Primera División spielt.

## Geschichte

### Belén FC (bis 2017)
Belén FC wurde am 13. Juni 1973 unter dem Namen AD Calle Flores als erster Fußballverein des Kantons Belén gegründet. Nach 14 Jahren im Amateurfußball gelang es Calle Flores 1987 Drittligameister zu werden und sich so einen Startplatz in der Liga de Ascenso-Segunda División zu erkämpfen.

Altes Vereinslogo als AD Belén

Nach zwei Spielzeiten in der zweiten Liga nannte sich der Verein 1990 in AD Belén um. 1992/93 stand Belén erstmals im Finale der 2. Liga, welches Belén mit 4:1 und 1:0 gewann und somit erstmals in die Primera División de Costa Rica aufstieg.
Belén blieb daraufhin 5 Jahre lang erstklassig und erreichte in den Jahren der Erstklassigkeit ausschließlich höchstens mittelmäßige Platzierungen, der größte Erfolg war ein 5. Platz. 2004/05 war Belén ein weiteres Mal erstklassig, nachdem man in der Saison zuvor das Zweitligafinale gegen Deportivo Cartagena für sich entscheiden konnte. Belén wurde anschließend letzter und stieg wieder in die Zweitklassigkeit ab.
In den folgenden Jahren kam Belén zunehmend in finanzielle Schwierigkeiten und auch sportlich sank das Niveau Stück für Stück und es wurden nur unzureichende Platzierungen erreicht.
In der Saison 2009/10 bekam der Klub finanzielle Hilfe vom Geschäftsmann Minor Vargas und ab der Saison 2010/11 war der Verein praktisch finanziell abhängig von ihm. Vargas finanzierte außerdem die Restauration des Stadions Polideportivo Belén und ließ es mit einem Kunstrasen versehen. Zur Saison 2010/11 hin wurde der Klub außerdem in Corporación Deportiva Belén Siglo XXI (kurz CD Belén Siglo XXI) umbenannt. Mit dem Geld Vargas’ konnte Belén seinen Kader verstärken und in der Apertura holte der Klub hinter Deportivo Cartagena den Vizemeistertitel. Nachdem Vargas in den USA wegen Betrugs festgenommen wurde (es handelt sich um mindestens 620 Millionen Dollar) stand der Klub ohne finanzielle Mittel da. Man entschied sich, die Rückrunde trotzdem zu spielen und ab März 2011 bekamen die Spieler kein Gehalt mehr ausgezahlt. Mannschaft und Trainerstab beschlossen, bis zum Ende zusammenzuhalten und bezahlten sogar die Anreise zu den Spielen selber. Vor allem aufgrund des großen Zusammenhalts schaffte es Belén schließlich die Clausura zu gewinnen und sich für das Finale um den Aufstieg zu qualifizieren. Dieses wurde gegen Deportivo Cartagena gewonnen und somit stieg Belén zum dritten Mal in die 1. Liga auf. Wäre der Klub nicht aufgestiegen, hätte er sich aufgrund der finanziellen Lage auflösen müssen.
Seit der Saison 2011/12 spielt Belén in der Liga de Fútbol de Primera División, der höchsten costa-ricanischen Spielklasse. Zwischenzeitlich trat der Klub unter dem Namen Belén-Bridgestone FC an.

### Guadalupe FC (seit 2017)
Aufgrund mangelnder Unterstützung von der Lokal-/Kommunalregierung, Sponsoren und Fans, entschieden sich die Besitzer des Vereins, diesen zur Saison 2017/18 hin entweder zu verkaufen, oder eine neue Bleibe zu finden. Letztendlich viel eine Entscheidung zu Gunsten eines Umzugs nach Guadalupe im Kanton Goicoechea, einige Kilometer nördlich der Hauptstadt von San José. Dementsprechend wurde der Klub in Guadalupe FC umbenannt.

## Erfolge
- Pokalsieger (Torneo de Copa de Costa Rica) (1×): Copa Federación 1996

## Stadion
Guadalupe trägt seine Heimspiele im Estadio José Joaquín "Colleya" Fonseca in Goicoechea aus, welches Platz für ca. 4500 Zuschauer bietet.
Als der Verein noch in Belén beheimatet war, trug er seine Heimspiele traditionell im der Stadt gehörenden, ca. 3000 Zuschauer fassenden Estadio Polideportivo Belén aus, welches Anfang 2010 renoviert wurde.
Früher trug der Verein zudem seine Heimspiele unter anderem auch im Nationalstadion sowie im heute verfallenen Estadio Pedregal aus.

## Trainer
- Alexandre Guimarães (1994–1995)